# Arrondissement Sélestat-Erstein
Arrondissement Sélestat-Erstein je francouzský arrondissement ležící v departementu Bas-Rhin v regionu Grand Est. Člení se dále na 5 kantonů a 101 obcí.

## Kantony
od roku 2015:
- Erstein
- Molsheim (část)
- Mutzig (část)
- Obernai
- Sélestat

před rokem 2015:
- Barr
- Benfeld
- Erstein
- Marckolsheim
- Obernai
- Sélestat
- Villé